# Empresa petrolífera nacional

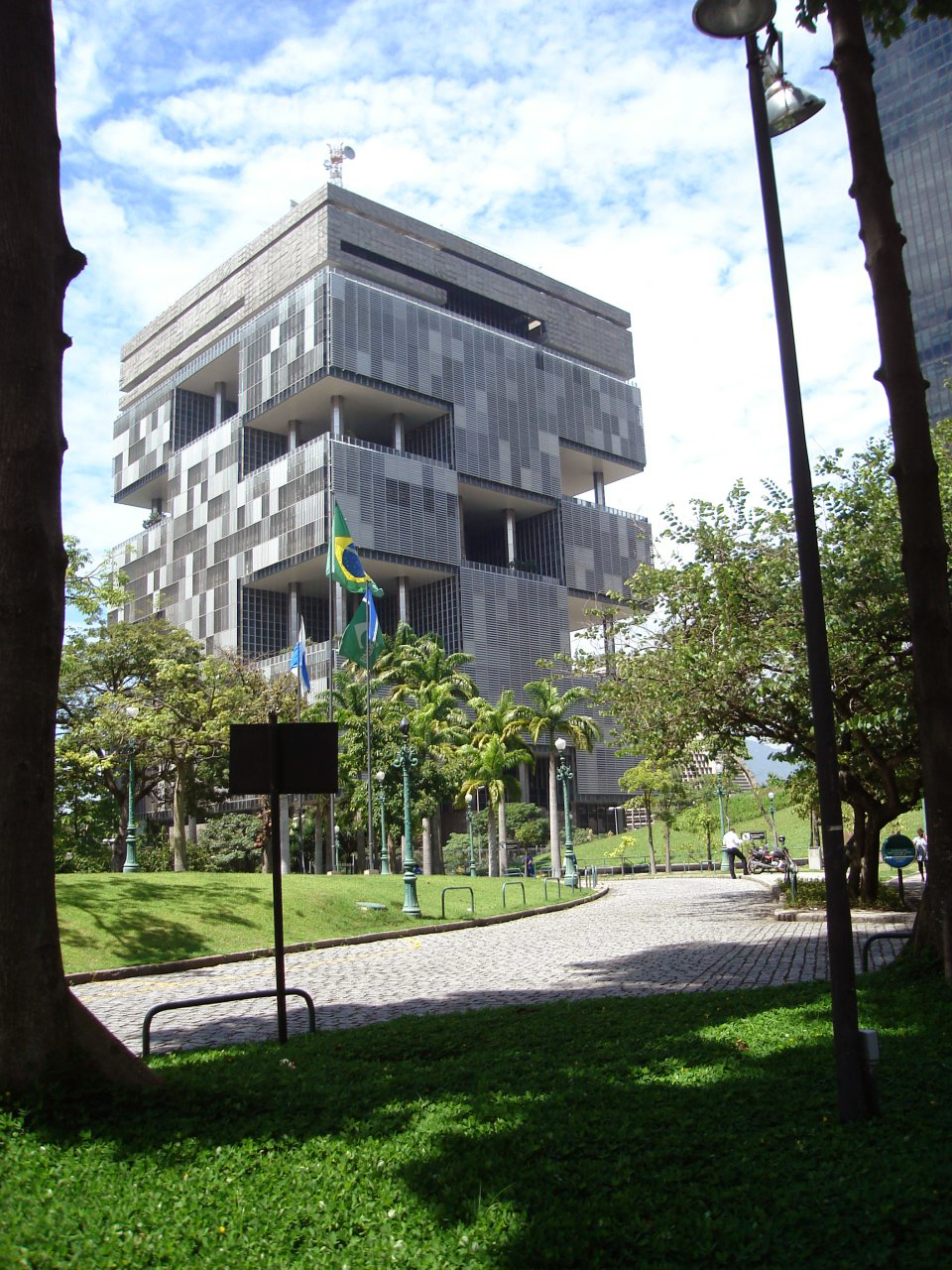
Edifício da Petrobras no Rio de Janeiro

Uma empresa petrolífera nacional, conhecidas internacionalmente como National Oil Company (NOC), é uma petrolífera total ou maioritariamente de propriedade de um Governo nacional. De acordo com o Instituto de Governança de Recursos Naturais, as 71 petrolíferas nacionais catalogadas produzem cerca de 55% do petróleo a nível mundial e controlavam 90% das reservas comprovadas de petróleo em 2017.
Devido ao seu domínio crescente sob as reservas a nível global, a importância das petrolíferas nacionais, como a Aramco, NIOC, PEMEX, Petrobras, CNPC, Lukoil, PDVSA e Petronas, cresceu muito em relação às antigas empresas dominantes, as multinacionais privadas como a ExxonMobil, BP ou Royal Dutch Shell, processo este que se aprofundou dramaticamente nos últimos anos. As petrolíferas nacionais geralmente são estatais ou semiestatais, mas também têm investido cada vez mais fora dos seus países de origem, atuando muitas vezes, como se fossem transnacionais típicas.
Eis uma lista das principais petrolíferas nacionais, segundo o país:
- Arábia Saudita - Saudi Arabian Oil Company (" Saudi Aramco")
- Argélia - Sonatrach
- Angola - Sonangol
- Brasil - Petrobras
- China - China National Offshore Oil Corporation (CNOOC)
- China - China National Petroleum Company ("PetroChina" ou CNPC)
- China - Sinopec
- Colômbia - Empresa Colombiana de Petróleos S.A. ("Ecopetrol")
- Emirados Árabes Unidos, Abu Dhabi - Abu Dhabi National Oil Company
- Emirados Árabes Unidos, Dubai - Emirates National Oil Company
- Egipto - Egyptian General Petroleum Corporation ("EGPC")
- Equador - Empresa Estatal Petróleos del Ecuador ("PetroEcuador") -
- França - TotalEnergies
- Guiné Equatorial - GEPetrol
- Índia - Oil and Natural Gas Corporation
- Indonésia - Pertamina
- Irão (Irã) - National Iranian Oil Company ("NIOC")
- Iraque - Iraq National Oil Company
- Kuwait - Kuwait Petroleum Corporation
- Líbia - National Oil Corporation
- Malásia - Petronas
- México - Petróleos Mexicanos ("PEMEX")
- Noruega - Equinor
- Noruega - Petoro
- Omã - Petroleum Development Oman
- Qatar - Qatar Petroleum
- Quénia - National Oil Corporation of Kenya
- Peru - Petróleos del Perú ("PetroPeru")
- Rússia - Lukoil
- Rússia - Rosneft
- Rússia - Gazprom
- Sudão - Sudan Petroleum Company ("Sudapet")
- Venezuela - Petroleos de Venezuela ("PDVSA")

Algumas destas empresas tornaram-se companhias semiestatais ou semiprivadas, quando parte de suas ações foram colocadas à venda no mercado de bolsas de valores. Atualmente, o modelo de semiestatais predomina frente ao padrão de empresas 100% estatais.